# Joseph Brendan Whelan
Joseph Brendan Whelan (ur. 25 maja 1909 w Limerick, zm. 8 grudnia 1990) – irlandzki duchowny rzymskokatolicki, duchacz, biskup tytularny Tres Tabernae (1970-1976) oraz biskup tytularny Tiddi (1948-1950).
Święcenia Kapłańskie przyjął 4 lipca 1937 roku, 12 lutego 1948 mianowany wikariuszem apostolskim Owerii, a po podniesieniu wikariatu do rangi diecezji jej biskupem. Uczestniczył w Soborze Watykańskim II.
Na emeryturę przeszedł 10 sierpnia 1970, zmarł 8 grudnia 1990.